# WRC 6
WRC 6, también conocido como WRC 6 FIA World Rally Championship, es un videojuego de carreras basado en la temporada 2016 World Rally Championship. El juego fue desarrollado por el desarrollador francés Kylotonn y publicado en octubre de 2016 por Bigben Interactive para PlayStation 4, Windows y Xbox One. Es el primer videojuego WRC bajo el nombre de Kylotonn que no incluye Mitsubishi y Subaru Rally Cars y también el primero bajo el nombre de Kylotonn que no se lanza en videoconsolas de séptima generación.
El juego presenta coches y rallyes con licencia de la temporada 2016 del WRC. El Toyota Yaris WRC auto de prueba estuvo disponible como un DLC de reserva para el juego. Es el primer videojuego bajo el nombre de Kylotonn que presenta vehículos Toyota.

## Recepción
IGN dijo "es un intento serio de capturar el espíritu de una serie de deportes de motor especializados y, lo más importante, se siente bien jugar gracias a una amplia selección de pistas de carreras con espacios reducidos y un manejo decente. Puede que no esté a la altura de Dirt Rally en su selección de autos o en su apariencia, pero no está mal para el segundo esfuerzo del desarrollador Kylotonn en la serie". GamesRadar dijo "El segundo mejor juego de rally de la generación actual, después de Dirt Rally. Un motor de juego exigente es su mayor problema, pero acepta sus pocas deficiencias y encontrarás una solución simulador de rally divertido y fascinante".